# La huella del crimen
La huella del crimen és una sèrie de televisió produïda per Pedro Costa per a Televisió espanyola, en la qual es recreen els casos més esgarrifosos de la crònica negra espanyola. Aquesta sèrie va ser emesa en dues fases en la cadena pública, el 1985 i 1991, i es van donar cita alguns dels millors directors i intèrprets del cinema espanyol. Al setembre de 2009, la televisió pública espanyola va començar a emetre un tercer lliurament de tres nous capítols.

## Episodis

### La huella del crimen 1 (1985)

#### Jarabo
- Director: Juan Antonio Bardem
- Repartiment: Sancho Gracia, María José Alfonso, José Manuel Cervino, Miguel Palenzuela, Ricardo Palacios, María Jesús Hoyos.
- Argument: Basat en els crims de José María Jarabo, un assassí llampec que matà quatre persones (una d'elles una dona embarassada) entre el 19 i el 21 de juliol de 1958 a Madrid. Vegeu l'article de premsa Arxivat 2016-03-03 a Wayback Machine..

Jarabo és un gran vividor. El seu romanç amb una dona anglesa casada havia complicat la vida de tots dos. Ell havia gastat una fortuna en hotels, sopars i regals. Asfixiat per la falta de diners, Jarabo li havia demanat a ella un anell de brillants que immediatament havia empenyorat per cobrir alguna nit de passió i luxe. Ara ella, l'única dona a qui havia volgut, li reclamava la joia, al·legant que es tractava d'un regal del seu marit. Per aconseguir-la, opta pel pitjor dels camins.

#### El crimen del capitán Sánchez
- Director: Vicente Aranda
- Repartiment: Victoria Abril, Fernando Guillén, Maribel Verdú, José Cerro, José Enrique Camacho.
- Argument: Basat en l'assassinat de Rodrigo Díaz Jalón a Madrid, el 25 d'abril de 1913. Un capità de l'exèrcit mata al pretendent de la seva filla major, a la qual usa per seduir i estafar a altres homes i amb qui manté una relació incestuosa. Aquesta producció va ser el debut de Maribel Verdú Arxivat 2007-08-06 a Wayback Machine.

#### El crimen de la calle Fuencarral
- Director: Angelino Fons.
- Repartiment: Carmen Maura, Rafael Alonso, Luis Escobar, Francisco Nieva, Antonio Medina, Pedro Beltrán.
- Argument: Basat en el "crim del carrer Fuencarral", esdevingut el 2 de juliol de 1888 a Madrid. Una marquesa i la seva criada són trobades a l'interior d'una casa durant un incendi, morta i cremada la una, drogada i inconscient (juntament amb el gos de la mestressa) l'altra. La dona havia estat apunyalada mortalment abans de l'incendi, de molt poca magnitud. S'investiguen com a possibles sospitosos de l'assassinat a la pròpia criada i al fill de la marquesa, que al moment de la mort complia condemna a la Presó Model de Madrid, però sortia quan volia amb la complicitat del corrupte director de la presó, José Millán-Astray (pare del que seria fundador de la Legió). La recerca del cas es converteix en el primer gran circ mediàtic de la Història d'Espanya, dividint a l'opinió pública entre les classes populars que creuen innocent la criada i les classes altes que recolzen al fill.

#### El caso de las envenenadas de Valencia
- Director: Pedro Olea Retolaza.
- Repartiment: Terele Pávez, Susana Canales, Alfred Lucchetti.
- Argument: Basat en el cas contra Pilar Prades Santamaría, executada per emmetzinar tres dones a València en 1959. Prades fou revisada en el documental Queridísimos verdugos i serví d'inspiració Luis García Berlanga per a rodar El verdugo. Vegeu l'Article de premsa

#### El caso del cadáver descuartizado
- Director: Ricardo Franco
- Repartiment: Juan Echanove, Josep Maria Pou, Arnau Vilardebó, Francisco Guijar.
- Argument: Basat en l'assassinat de Pablo Casado, industrial barceloní homosexual el cadàver esquarterat del qual va ser trobat a l'interior d'una caixa de fusta en l'estació d'Atocha de Madrid, l'1 de maig de 1929.

A causa d'una denúncia per atemptat a l'honor de Josep Maria Figueras, a qui la producció descriu com a "amic íntim" de Casado, la primera difusió d'aquest episodi en 1985 va ser precedida per una nota disculpatòria.

#### El caso del procurador enamorado
- Director: Pedro Costa
- Repartiment: Carlos Larrañaga, Ana Marzoa, José Rubio.
- Argument: Basat en el "crim de Velate" de 1973. Roberto Prieto, un procurador en Corts de l'etapa final del Franquisme, contracta a un assassí a sou perquè la seva dona pateixi un "accident" i ell pugui continuar la seva relació amb la seva amant.

### La huella del crimen 2 (1991)

#### El caso de Carmen Broto
- Director: Pedro Costa
- Repartiment: Sílvia Tortosa, Ángel de Andrés López, Sergi Mateu.
- Argument: Basat en l'assassinat de Carmen Broto, una prostituta de luxe popular entre les altes esferes de Barcelona, en 1949.

El final de l'episodi difereix del que fos registrat oficialment, apostant en el seu lloc per la teoria que Broto va ser víctima d'una conspiració. Com a resultat, els noms d'altres persones involucrades en el cas van ser canviats i la producció es va emetre precedida d'una nota informativa.

#### El crimen de Perpignan
- Director: Rafael Moleón.
- Repartiment: Juanjo Puigcorbé, Aitana Sánchez Gijón, Laura Cepeda.
- Argument: En 1971, en la localitat nordcatalana de Perpinyà, una parella formada per un immigrant espanyol, Juan López, i la seva amant francesa, Josette Aguilar, planegen l'assassinat de l'esposa de López i el cobrament de la seva assegurança de vida. López entrena a Aguilar perquè perdi els escrúpols i cometi l'assassinat, que ell mateix no s'atreveix a fer amb les seves pròpies mans.

#### El crimen de Don Benito
- Director: Antonio Drove
- Repartiment: Fernando Delgado, Emma Penella, Gabino Diego.
- Argument: Basat en el doble "crim de Don Benito" (Badajoz), el 19 de juliol de 1902. Un testimoni inesperat posa en evidència a un cacic al que les autoritats van pretendre no inculpar per l'assassinat d'una mare i una filla, malgrat que tot el poble ho sabia.

#### El crimen de las estanqueras de Sevilla
- Director: Ricardo Franco
- Repartiment: Fernando Guillén Cuervo, Antonio Dechent, José Soriano.
- Argument: Basat en el doble assassinat d'Encarnación i Matilde Silva Montero, a Sevilla en 1952. En un estanc del carrer Menéndez Pelayo es troben els cadàvers de les dues germanes propietàries del negoci. Tot està en el seu lloc i no s'ha robat res. La Justícia s'enceba en tres pàries amb nombrosos antecedents.

#### El crimen del expreso de Andalucía
- Director: Imanol Uribe
- Repartiment: José Manuel Cervino, Mario Pardo, Fernando Valverde.
- Argument: Basat en l'assalt a l'exprés d'Andalusia, el 12 d'abril de 1924. El que en principi semblava un simple atracament a un tren, es va convertir, per una errada en el pla, en una carnisseria.

#### Amantes
- Director: Vicente Aranda
- Repartiment: Victoria Abril, Jorge Sanz, Maribel Verdú.
- Argument: Un noi de províncies, després de fer el servei militar a Madrid durant la postguerra, s'instal·la de rellogat a casa d'una dona. A partir d'aquest moment es debat entre dos amors: el de la seva promesa, que li dona afecte i sap cuinar, i el de la seva amant, la dona que li dona plaer al llit. Finalment, adopta una solució tràgica.

Prevista al principi com un capítol més de la sèrie de televisió, el guió va ser reescrit per a un llargmetratge i es va estrenar als cinemes amb gran èxit de taquilla.

### La huella del crimen 3 (2009)

#### El crimen de los Marqueses de Urquijo
- Director: Fernando Cámara, Pedro Costa
- Repartiment: Félix Gómez, Juanjo Puigcorbé, Pilar Abella, César Lucendo.
- Argument: Basat en el "Crim dels Marquesos d'Urquijo" en 1980.

#### El secuestro de Anabel
- Director: Luis Oliveros, Pedro Costa
- Repartiment: Enrique Villén, Luisa Martín, Juan Codina, Fermí Reixach, Amparo Climent, Roberto Quintana, Polina Kiryanova, Toni Misó.
- Argument: Basat en el segrest i posterior assassinat d'Anabel Segura el 1993.

#### El asesino dentro del círculo
- Director: Fernando Cámara, Pedro Costa
- Repartiment: Roger Coma, Vicky Peña, Joaquín Climent, Fernando Huesca, César Sánchez, Fanny Condado, Ales Furundarena, Carlos Hipólito.
- Argument: Basat en els crims de Joaquín Ferrándiz Ventura, assassí en sèrie que va matar 5 dones a Castelló de la Plana entre 1995 i 1996.

## Audiències
| N.º (serie) | N.º (temp.) | Títol                                   | Data d'emissió         | Audiència         |
| ----------- | ----------- | --------------------------------------- | ---------------------- | ----------------- |
| 13          | 1           | «El crimen de los Marqueses de Urquijo» | 30 de setembre de 2009 | 2.328.000 (13,5%) |
| 14          | 2           | «El secuestro de Anabel»                | 1 de març de 2010      | 3.679.000 (18,1%) |
| 15          | 3           | «El asesino dentro del círculo»         | 8 de març de 2010      | 3.197.000 (16,0%) |